# Dmitri Polianski (boxeador)
Dmitri Mijáilovich Polianski –en ruso, Дмитрий Михайлович Полянский– (Stari Oskol, URSS, 20 de abril de 1989) es un deportista ruso que compitió en boxeo. Ganó dos medallas en el Campeonato Europeo de Boxeo Aficionado, plata en 2011 y bronce en 2013.

## Palmarés internacional
| Campeonato Europeo | Campeonato Europeo  | Campeonato Europeo | Campeonato Europeo |
| Año                | Lugar               | Medalla            | Categoría          |
| ------------------ | ------------------- | ------------------ | ------------------ |
| 2011               | Ankara (Turquía)    | Medalla de plata   | 56 kg              |
| 2013               | Minsk (Bielorrusia) | Medalla de bronce  | 60 kg              |